# Hans Lassen Martensen
Hans Lassen Martensen (Flensburgo, 19 agosto 1808 – Copenaghen, 3 febbraio 1884) è stato un docente e vescovo luterano danese della Chiesa di Danimarca.

## Biografia
Hans Lassen Martensen nacque nello Schleswig, figlio unico in una famiglia di classe media. Studiò in ambiente germanofono mentre il padre preferiva parlare danese, cosa che gli fece nascere l'interesse per lo scambio e la conciliazione tra culture diverse.
Dopo aver studiato teologia a Copenaghen fu ordinato sacerdote. Viaggiò all'estero dal 1834 al 1836, visitando Berlino, Monaco, Vienna e Parigi. Incontrò David Friedrich Strauß, Franz von Baader e Friedrich Schelling. Si appassionò di mistici quali Meister Eckhart, Giovanni Taulero e Jakob Böhme, e lesse con molto interesse la Divina Commedia di Dante.
Tornato a Copenaghen fece la carriera universitaria fino a diventare professore ordinario nel 1850. Gli fu offerta la diocesi svedese ma rifiutò, e tuttavia nel 1854 lasciò la docenza per diventare vescovo di Selandia. Negli studi aveva subito l'influenza di Schleiermacher, Hegel e Franz von Baader, ma mantenne indipendenza di pensiero sviluppando una teologia speculativa con una certa disposizione al misticismo e alla teosofia.
Suoi contributi nel campo teologico includono riflessioni sull'etica cristiana e sulla dogmatica, sul battesimo, sulla morale e una breve biografia di Jakob Böhme. Era noto per le sue prediche che vennero tradotte in diverse lingue. Il suo elogio pronunciato per la morte di Jacob Peter Mynster, dove disse che era scomparso un testimone autentico del cristianesimo, gli scatenò attacchi da parte di Søren Kierkegaard.
Anche il teologo Magnús Eiríksson (1806–1881) fu molto critico verso il pensiero di Martensen, diventando alleato, benché inaccettato e a propria volta criticato, di Kierkegaard.